# 23 aprilie
ianuarie • februarie • martie  • aprilie  • mai  • iunie  • iulie  • august  • septembrie  • octombrie  • noiembrie  • decembrie
23 aprilie este a 113-a zi a calendarului gregorian și ziua a 114-a în anii bisecți. Mai sunt 252 de zile până la sfârșitul anului.

## Evenimente

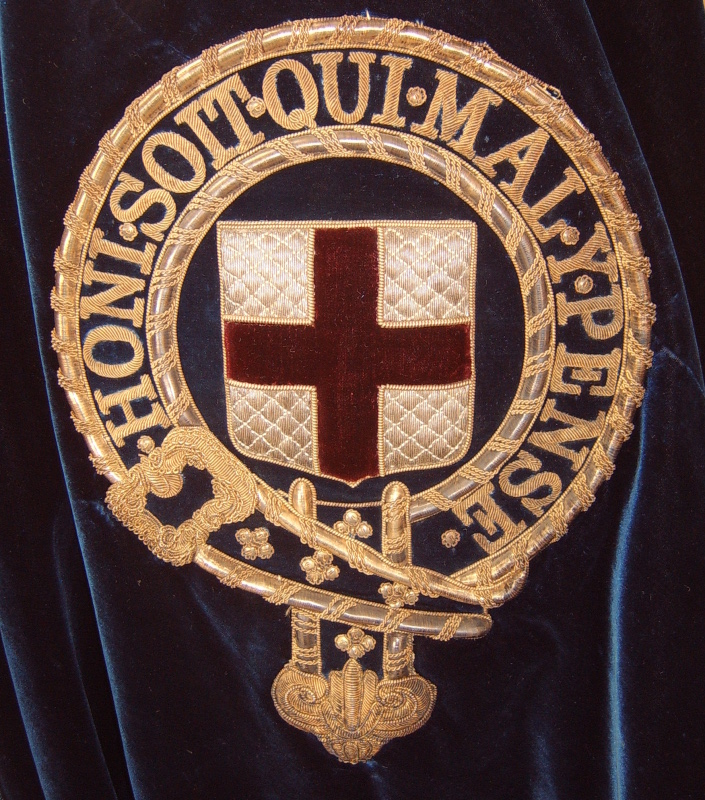
1348: Regele Eduard al III-lea al Angliei fondează Ordinul Jartierei, ordin cavaleresc britanic.

- 1016: Edmund Braț-de-Fier îi succede tatălui său Æthelred al II-lea cel Șovăielnic ca rege al Angliei.
- 1348: Regele Eduard al III-lea al Angliei fondează Ordinul Jartierei,  ordin cavaleresc britanic.
- 1400: A început domnia lui Alexandru cel Bun, în Moldova (1400 – 1432).
- 1597: „Nevestele vesele din Windsor", piesa lui Shakespeare este jucată pentru prima dată, în prezența reginei Elizabeth I a Angliei.
- 1635: În Statele Unite, la Boston, este fondată prima școală publică, Boston Latin School.
- 1661: Regele Charles al II-lea al Angliei, Scoției și Irlandei este încoronat la Westminster Abbey.
- 1685: Regele Iacob al II-lea al Angliei, Scoției și Irlandei este încoronat la Westminster Abbey.
- 1880: Guvernul României a hotărât înființarea Direcției Princiare a CFR cu sediul în București, care a preluat linia existentă, inclusiv Gara Târgoviștei.
- 1887: Sfințirea Catedralei mitropolitane din Iași.
- 1910: Are loc Congresul de constituire a Partidului Naționalist-Democrat, în frunte cu Nicolae Iorga și A.C. Cuza.
- 1945: Al Doilea Război Mondial: Hermann Göring, succesorul desemnat al lui Adolf Hitler, îi trimite acestuia o telegramă prin care solicită permisiunea de a prelua conducerea celui de-al Treilea Reich. Martin Bormann și Joseph Goebbels îi sugerează lui Hitler că telegrama reprezintă o trădare.
- 1962: Încheierea colectivizării agriculturii, proces început în martie 1949 și care, teoretic, trebuia să se realizeze pe baza liberului consimțământ al țăranilor, dar care s–a caracterizat prin abuzuri și violențe.
- 1967: A fost lansată nava cosmică sovietică Soiuz–1, pilotată de Vladimir Komarov.
- 1968: Premiera filmului românesc Răzbunarea haiducilor în regia lui Dinu Cocea.
- 1971: Rolling Stones lansează albumul „Sticky Fingers".
- 1974: Un Boeing 707 s-a prăbușit în Bali, Indonezia, omorând 107 oameni.
- 1985: Compania Coca-Cola schimbă rețeta de producere a băuturii răcoritoare și lansează New Coke. Răspunsul este copleșitor de negativ, iar formula originală a revenit pe piață în mai puțin de trei luni.
- 1994: Fizicienii de la Fermilab descoperă quark-top-ul, o particulă sub-atomică.
- 1999: Regele Spaniei înmânează Premiul Cervantes pe 1998 – considerat drept Premiul Nobel al Literaturii de limba spaniolă – poetului José Hierro, "pentru poezia sa universală". Premiul este înmânat în ziua morții lui Cervantes, în aula Universității din Alcala de Henares (localitatea în care s–a născut creatorul lui „Don Quijote").
- 1999: Autoritățile române trimit FMI-ului o evaluare privind daunele provocate României de războiul din Iugoslavia, care se ridică la aproximativ 730 milioane de dolari.
- 2001: Intel introduce procesorul Pentium 4.
- 2003: La Beijing se închid toate școlile pentru două săptămâni din cauza virusului SARS.
- 2005: A fost publicat primul video pe YouTube, cu titlul "Me at the zoo".[1]

## Nașteri

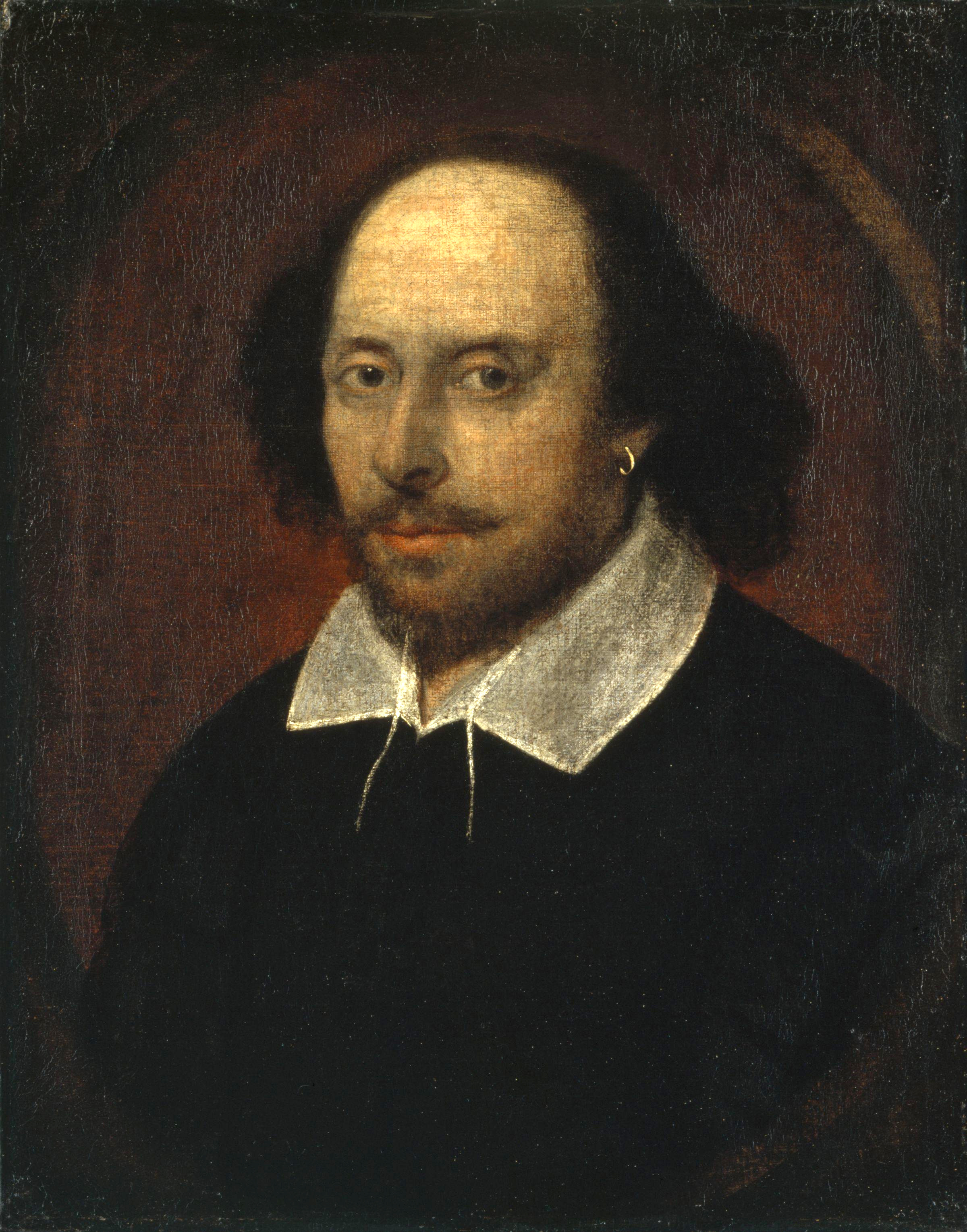
William Shakespeare, poet, dramaturg englez

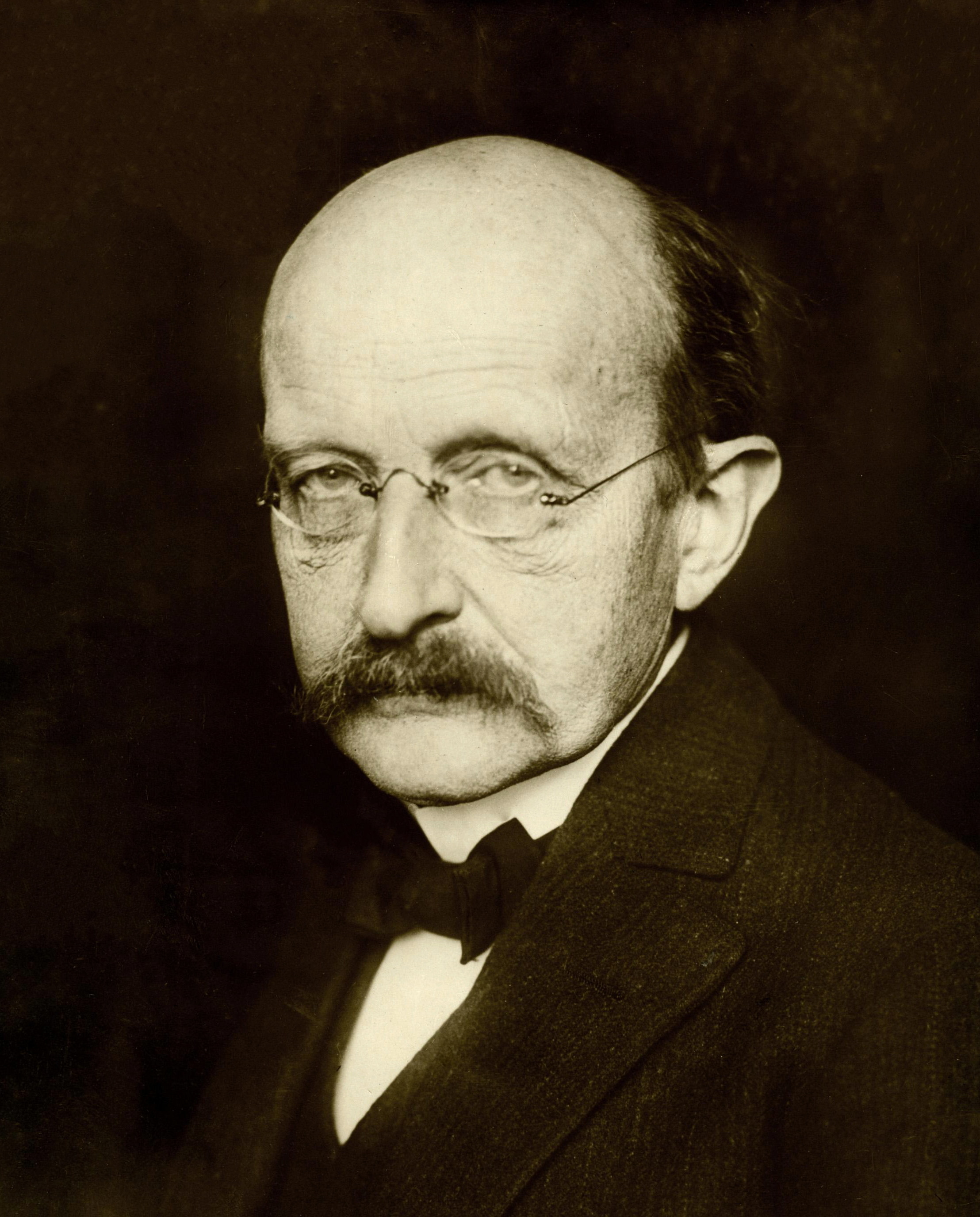
Max Planck, fizician german, laureat Nobel

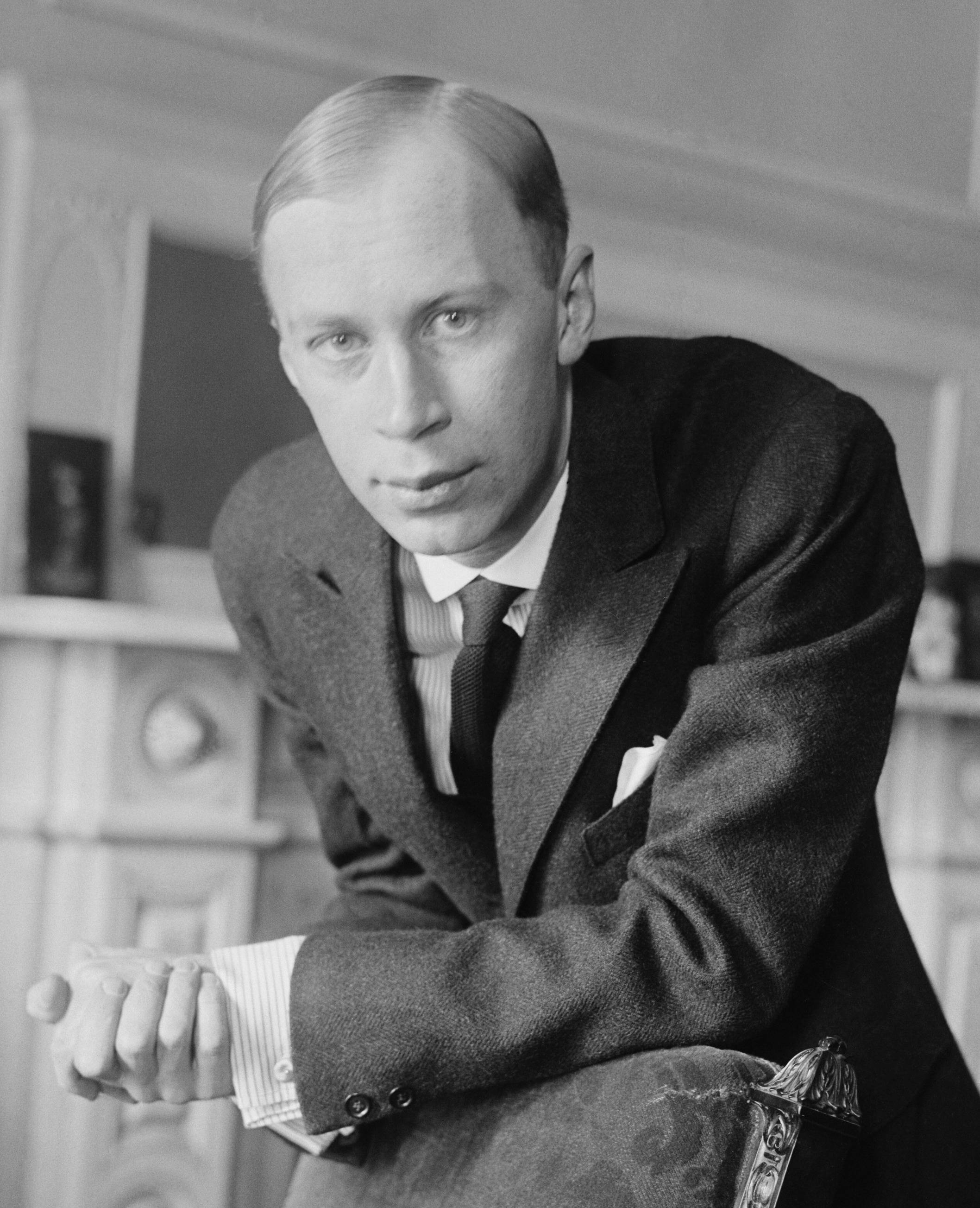
Serghei Prokofiev, compozitor rus

- 1185: Afonso al II-lea al Portugaliei (d. 1223)
- 1464: Jeanne a Franței, Ducesă de Berry (d. 1505)
- 1564: William Shakespeare, poet, dramaturg englez (d. 1616)
- 1746: Félix Vicq-d'Azyr, medic și anatomist francez (d. 1794)
- 1775: Joseph Mallord William Turner, pictor britanic (d. 1851)
- 1791: James Buchanan, al 15-lea președinte al Statelor Unite (d. 1868)
- 1809: Karl de Hesse și de Rin (d. 1877)
- 1822: Alfred Dehodencq, pictor francez (d. 1882)
- 1823: Abdul-Medjid, sultan otoman (d. 1861)
- 1828: Albert I al Saxoniei (d. 1902)
- 1857: Ruggiero Leoncavallo, compozitor italian (d. 1919)
- 1858: Max Planck, fizician german, laureat Nobel (d. 1947)
- 1857: Ruggiero Leoncavallo, compozitor italian (d. 1919)
- 1867: Johannes Andreas Grib Fibiger, om de știință danez, laureat Nobel (d. 1928)
- 1874: Alfonso Castaldi, compozitor, dirijor și profesor (d. 1942)
- 1891: Serghei Prokofiev, compozitor rus (d. 1953)
- 1894: Gib Mihăescu, scriitor român (d. 1935)
- 1899: Vladimir Nabokov, scriitor american de origine rusă (d. 1977)
- 1901: Grigore Sălceanu, poet și dramaturg român (d. 1980)
- 1902: Halldór Laxness, scriitor islandez, laureat Nobel (d. 1998)
- 1918: Maurice Druon, scriitor francez (d. 2009)
- 1919: Osman Nuhu Sharubutu, muftiu din Ghana
- 1921: Edmond Deda, compozitor român (d. 2006)
- 1922: Pavel Chihaia, prozator, dramaturg, istoric al artelor și eseist român (d. 2019)
- 1928: Shirley Temple, actriță americană (d. 2014)
- 1936: Anatoli Naiman, poet și scriitor rus (d. 2022)
- 1936: Michael Redl, handbalist român (d. 2013)
- 1936: Roy Orbison, muzician, compozitor american (Traveling Wilburys) (d. 1988)
- 1944: Jean-François Stévenin, actor, regizor și scenarist francez (d. 2021)
- 1947: Glenn Cornick, muzician britanic (Jethro Tull)
- 1950: Geo Costiniu, actor român (d. 2013)
- 1954: Michael Moore, realizator american de filme
- 1958: Radu Mihăileanu, regizor român stabilit în Franța
- 1962: John Hannah, actor scoțian
- 1977: John Cena, wrestler american
- 1979: Lauri Ylönen, compozitor și solist finlandez (The Rasmus)
- 2018: Prințul Louis de Cambridge, al treilea copil al Prințului Wiliam de Wales

## Decese

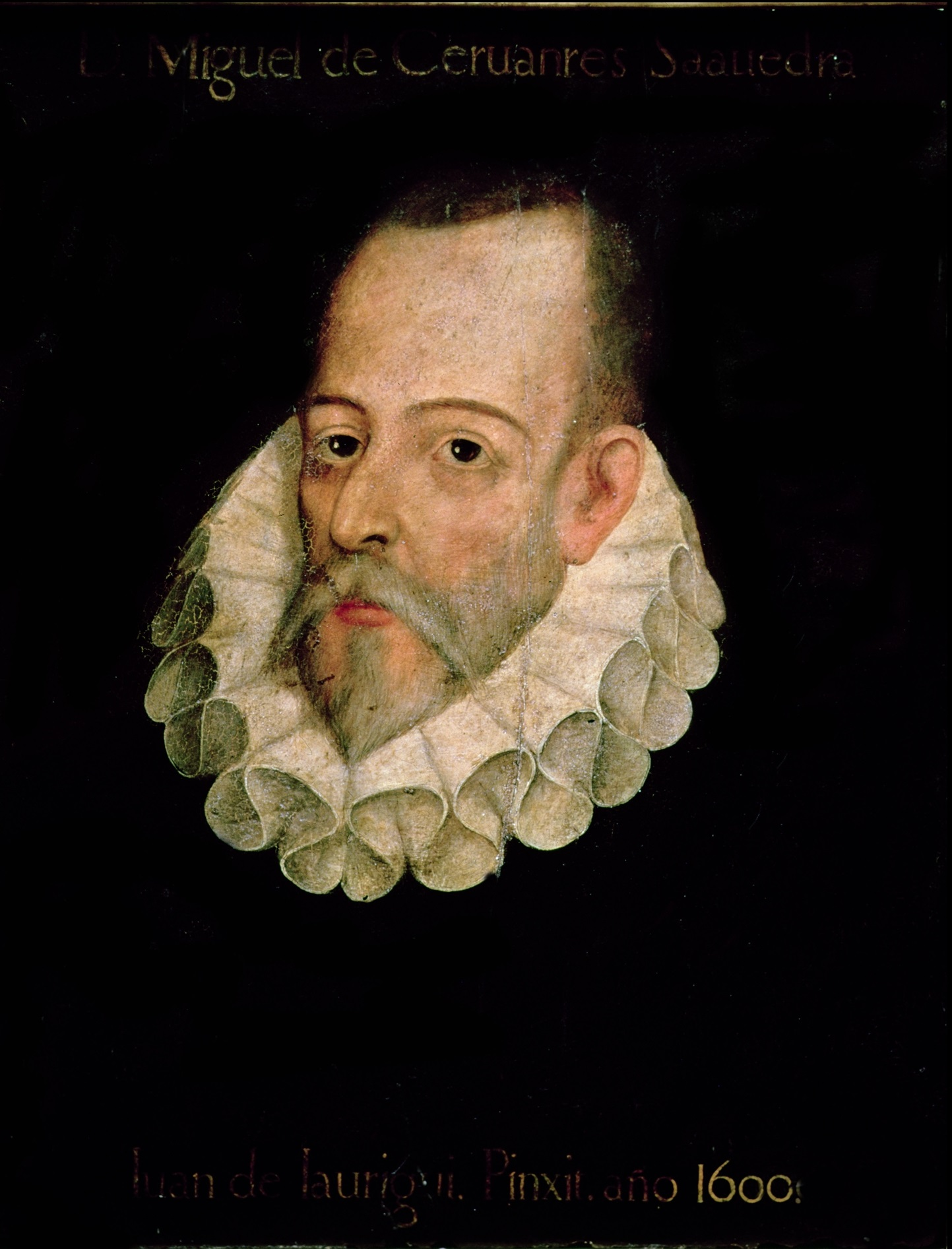
Miguel de Cervantes Saavedra, scriitor spaniol

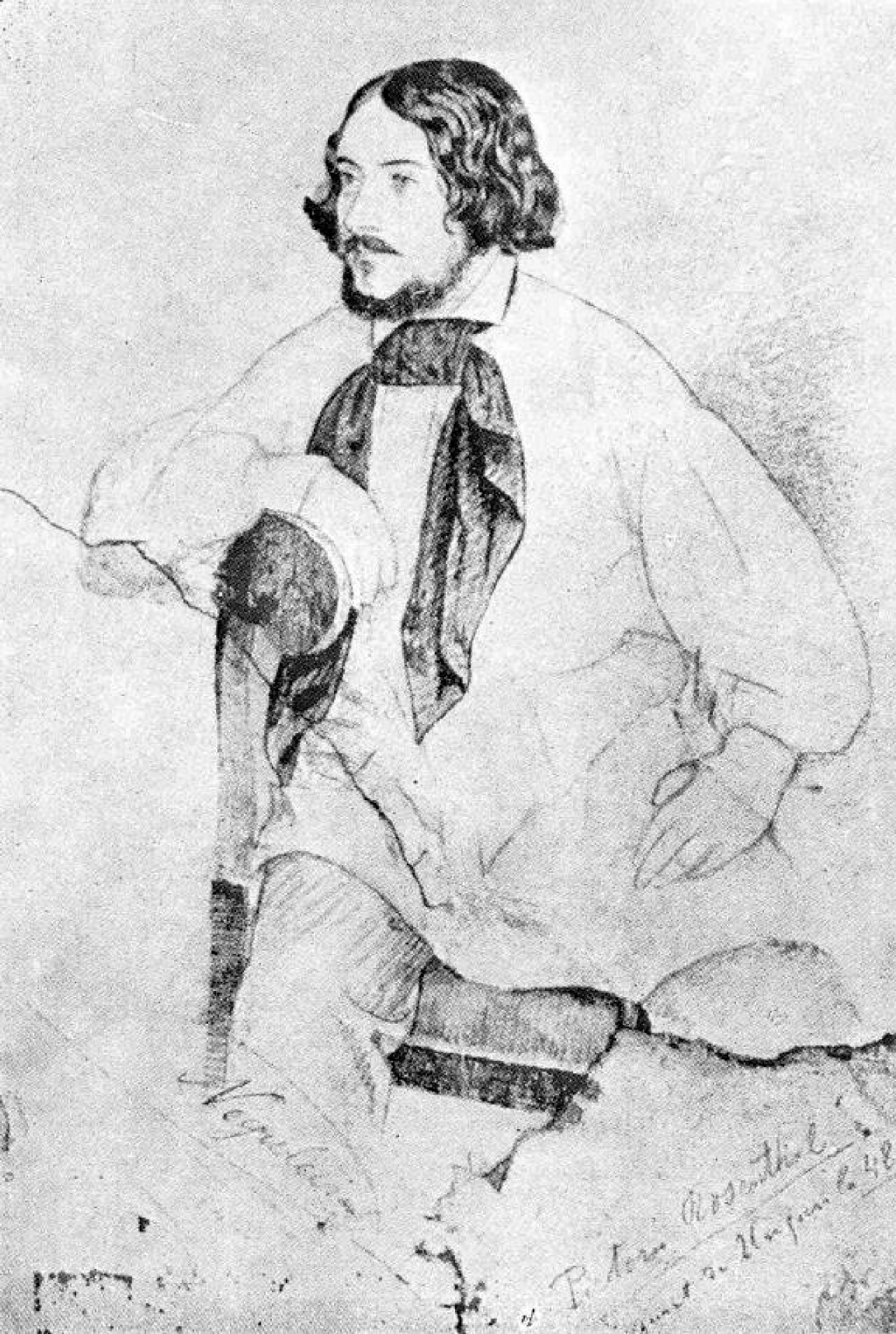
Constantin Daniel Rosenthal, pictor și revoluționar român

- 1605: Boris Godunov, Țar al Rusiei (n. c. 1550)
- 1616: William Shakespeare, dramaturg și poet englez (n. 1564)
- 1616: Miguel de Cervantes, scriitor spaniol (n. 1547)
- 1751: Jacques I, Prinț de Monaco (n. 1689)
- 1780: Maria Antonia de Bavaria, regentă a Saxoniei (n. 1724)
- 1850: William Wordsworth, poet englez (n. 1770)
- 1851: Constantin Daniel Rosenthal, pictor și revoluționar român (n. 1820)
- 1889: Jules Barbey d'Aurevilly, scriitor francez (n. 1808)
- 1889: Prințesa Eugenie a Suediei (n. 1830)
- 1895: Carl Ludwig, medic și fiziolog german (n. 1816)
- 1919: Prințesa Marie Isabelle d'Orléans, contesă de Paris (n. 1848)
- 1922: Lord Leopold Mountbatten (n. 1889)
- 1923: Prințesa Louise a Prusiei, fiica împăratului Wilhelm I al Germaniei (n. 1838)
- 1931: Isabella, Prințesă de Asturia (d. 1931)
- 1951: Charles G. Dawes, bancher și politicin american, laureat Nobel (n. 1865)
- 1957: Émilie Desjeux, pictoriță franceză (n. 1861)
- 1986: Otto Preminger, regizor de origine austriacă (n. 1906)
- 1990: Paulette Goddard, actriță americană (n. 1910)
- 2005: John Mills, actor englez (n. 1908)
- 2007: Boris Elțin, politician rus (n. 1931)
- 2019: Jean, Mare Duce de Luxemburg (n. 1921)
- 2019: Johan Witteveen, economist olandez, director al FMI (n. 1921)
- 2023: Radu Cosașu, prozator și publicist român (n. 1930)
- 2023: Tori Bowie,  atletă americană  (n. 1990)

## Sărbători
- Creștinii ortodocși îl pomenesc pe Sfântul Mare Mucenic Gheorghe, purtătorul de biruință.
- Ziua internațională a cărții și a dreptului de autor (Copyright)
- România: Ziua feroviarilor
- România: Ziua forțelor terestre
- Ziua Internațională a Bibliotecarului și a Bibliotecilor Publice
- Ziua Internațională a limbii engleze